# Rotbeinige Spinnenameise
Die Rotbeinige Spinnenameise (Smicromyrme rufipes) ist ein Hautflügler aus der Familie der Ameisenwespen (Mutillidae).

## Merkmale
Die Tiere erreichen eine Körperlänge von drei bis acht Millimetern (Weibchen) bzw. vier bis zehn Millimetern (Männchen). Kopf und Hinterleib sind schwarz, während der Thorax in der Regel rot gefärbt ist. Der vordere Teil des Thorax ist entweder rot oder schwarz gefärbt. Die Weibchen sind im Gegensatz zu den Männchen brachypter (flügellos). Das Pygidialfeld der Weibchen ist komplett längsgestreift. Die Männchen besitzen eine zweizähnige Mandibelspitze und haben eine seitliche Filzfurche am zweiten Sternit. Die Art kann mit den übrigen Arten der Gattung leicht verwechselt werden. Von Myrmosa atra kann man die Art anhand dem ersten Tergit unterscheiden, das bei der ähnlichen Art rot gefärbt ist.

## Vorkommen
Die Art ist in Europa, östlich bis nach Zentralasien verbreitet. Sie besiedelt temperaturbegünstigte, sandige Lebensräume, vereinzelt findet man sie aber auch auf Magerrasen, in Weinbergen oder an Lößwänden. Die Tiere kommen von Ende Mai bis Anfang Oktober vor. Sie sind in Mitteleuropa verbreitet anzutreffen.

## Lebensweise
Die Rotbeinige Spinnenameise parasitiert die Larven verschiedener im Erdboden nistender Grabwespen. Die Weibchen sind sehr gute Läufer und verstecken sich bei Gefahr im Sand oder in der Vegetation und stellen sich dabei tot. Die Männchen fliegen auf der Suche nach Weibchen dicht am Boden.  